# ミス・ブランニュー・デイ
「ミス・ブランニュー・デイ (MISS BRAND-NEW DAY)」は、サザンオールスターズの楽曲。自身の20作目のシングルとして、タイシタレーベルから7インチレコードでちょうどデビュー6周年となる1984年6月25日に発売された。
1988年6月25日と1998年2月11日に8cmCDとして、2005年6月25日には12cmCDで再発売されている。また、2014年12月17日からはダウンロード配信、2019年12月20日からはストリーミング配信が開始されている。

## 背景・制作
アルバム『人気者で行こう』の先行シングルとして発売された作品。当初は同じアルバムに収録されている「海」が先行シングルの候補であったが、急遽本作が先行シングルとなった。
当時サザンのディレクターを務めていた高垣健の紹介で本作から藤井丈司がレコーディングに参加している。
タイトルは後に発売される「シュラバ★ラ★バンバ」や「エロティカ・セブン」と同じく、英題の『MISS BRAND-NEW DAY』も付いたものが正式な表記で、公式サイトのシングルのディスコグラフィーでは「ミス・ブランニュー・デイ (MISS BRAND-NEW DAY)」となっているが、英題だけの『MISS BRAND-NEW DAY』の表記も存在しており、現在エクシングのカラオケ機器『JOYSOUND』では「Miss Brand-New Day」として登録されている。

## チャート成績
本作の売上枚数は累計28.7万枚（オリコン調べ）である。

## 収録曲
- 収録時間：7:54[10]

1. ミス・ブランニュー・デイ (MISS BRAND-NEW DAY) (4:58)
（作詞・作曲：桑田佳祐 / 編曲：サザンオールスターズ / 弦編曲：新田一郎）
映画『彼女が水着にきがえたら』挿入歌[注釈 1]。ユニクロ「Life Wear/感動パンツ なぜ感動?篇」CMソング[11][注釈 2]。
1980年代に流行したテクノポップ色の強い楽曲になっている[1]。タイトルや歌詞の内容は流行に流される世間への批評である[7]。一方で、こうした風潮への批評を意図したものではなく「そんな流行に敏感でありふれているように見える女性が素敵に見えて、好き過ぎて仕方がない」と桑田は雑誌のインタビューで語っている[12]。
イントロは原由子がシンセサイザーを演奏しており、ベースは藤井丈司の打ち込みで収録されている[8]。サビのメロディが桑田が敬愛するアントニオ猪木の入場曲の「炎のファイター」と類似していることを発売当時『桑田佳祐のオールナイトニッポン』にてリスナーより指摘され、これを知った桑田は意図していなかったものとして慌てていた[13]。
ミュージック・ビデオは、子供がクレヨンで描いたような男の子と女の子が下半身丸出しで巨大な性器を露出したままで遊んでおり、虫に亀頭を噛み千切られてしまい、チューリップを被せるなどといった内容である。ミュージック・ビデオ集『ベストヒットUSAS (Ultra Southern All Stars)』内において小林克也が代弁したメンバーのコメントによると、桑田は「スタッフとの打ち合わせの時間が十分取れなかった。そのため、曲の内容と映像が噛み合わなかった」、原は「何であんなことになったのかまったく覚えていません」とのこと。MVはこのように過激な内容だったために長年お蔵入りされていたが、『ベストヒットUSAS (Ultra Southern All Stars)』に収録され、初めて日の目を見ることとなった。ただし、オリジナルマスターテープが行方不明であったため、DVDに収録された映像は同年に行われたビデオコンサートの映像を収録しており、冒頭にテロップやナレーションなども含まれている[14]。
後にライブバージョンが、1985年のシングル「メロディ (Melody)」のカップリング曲として収録されている。
若手時代のウッチャンナンチャンは、デビューした年（1984年）の夏祭りの営業で30分間のステージのうちの最後の5分間をものまねもせず普通に本楽曲を歌って乗り切った逸話が存在する[15]。また、ウンナンと出川哲朗は、発売当時開催されたサザンのコンサートを観覧しており、後年に内村光良がその時の記憶を「鮮明に覚えている」と振り返る発言をした[15]。
ライブでは「マチルダBABY」の前後に演奏されることが多い[16]。
2. なんば君の事務所 (2:56)
（作曲：大森隆志 / 編曲：サザンオールスターズ & 藤井丈司）
大森が作曲したインストゥルメンタル・ナンバー[17]。

## 参加ミュージシャン
- 桑田佳祐:Vocal(#1)、Chorus(#2)
- 大森隆志:Guitar(#1,2)、Chorus(#1)
- 原由子:Keyboards(#1,2)、Chorus(#1)
- 関口和之:Bass(#1,2)、Chorus(#1)
- 松田弘:Drums(#1,2)、Chorus(#1)
- 野沢秀行:Percussion(#1,2)、Chorus(#1)

## 収録アルバム
| 曲名                                          | 作品名                                    | 備考                             |
| --------------------------------------------- | ----------------------------------------- | -------------------------------- |
| ミス・ブランニュー・デイ (MISS BRAND-NEW DAY) | 人気者で行こう                            |                                  |
| ミス・ブランニュー・デイ (MISS BRAND-NEW DAY) | メロディ (Melody)                         | ライブバージョンを収録。         |
| ミス・ブランニュー・デイ (MISS BRAND-NEW DAY) | すいか SOUTHERN ALL STARS SPECIAL 61SONGS | 数量限定商品のため、現在は廃盤。 |
| ミス・ブランニュー・デイ (MISS BRAND-NEW DAY) | HAPPY!                                    | 数量限定商品のため、現在は廃盤。 |
| ミス・ブランニュー・デイ (MISS BRAND-NEW DAY) | 海のYeah!!                                |                                  |
| なんば君の事務所                              | 人気者で行こう                            |                                  |

## ミュージック・ビデオ収録作品
| 曲名                                          | 作品名                                      |
| --------------------------------------------- | ------------------------------------------- |
| ミス・ブランニュー・デイ (MISS BRAND-NEW DAY) | ベストヒットUSAS (Ultra Southern All Stars) |
| なんば君の事務所                              | 未収録                                      |

## ライブ映像作品
| 曲名                                          | 作品名                                                                                            | 備考 |
| --------------------------------------------- | ------------------------------------------------------------------------------------------------- | --- |
| ミス・ブランニュー・デイ (MISS BRAND-NEW DAY) | 歌う日本シリーズ 1992〜1993 LIVE at YOKOHAMA ARENA 29th Dec.1992                                  | |
| ミス・ブランニュー・デイ (MISS BRAND-NEW DAY) | すべての歌に懺悔しな!! -桑田佳祐 LIVE TOUR '94-                                                   | 桑田佳祐ソロ名義の作品。                                                                                 |
| ミス・ブランニュー・デイ (MISS BRAND-NEW DAY) | ホタル・カリフォルニア                                                                            | |
| ミス・ブランニュー・デイ (MISS BRAND-NEW DAY) | 平和の琉歌 〜Stadium Tour 1996 "ザ・ガールズ万座ビーチ" in 沖縄〜                                 | DVD版のエクストラメニュー「Stadium Tour 1996 "ザ・ガールズ万座ビーチ"」に一部のみ収録。                  |
| ミス・ブランニュー・デイ (MISS BRAND-NEW DAY) | 1998 スーパーライブ in 渚園                                                                       | |
| ミス・ブランニュー・デイ (MISS BRAND-NEW DAY) | FILM KILLER STREET (Director's Cut) & LIVE at TOKYO DOME                                          | |
| ミス・ブランニュー・デイ (MISS BRAND-NEW DAY) | 真夏の大感謝祭 LIVE                                                                               | |
| ミス・ブランニュー・デイ (MISS BRAND-NEW DAY) | SUPER SUMMER LIVE 2013 「灼熱のマンピー!! G★スポット解禁!!」 胸熱完全版                           | |
| ミス・ブランニュー・デイ (MISS BRAND-NEW DAY) | おいしい葡萄の旅ライブ –at DOME & 日本武道館-                                                     | |
| ミス・ブランニュー・デイ (MISS BRAND-NEW DAY) | LIVE TOUR 2019 “キミは見てくれが悪いんだから、アホ丸出しでマイクを握ってろ!!” だと!? ふざけるな!! | |
| ミス・ブランニュー・デイ (MISS BRAND-NEW DAY) | 茅ヶ崎ライブ2023                                                                                  | |
| ミス・ブランニュー・デイ (MISS BRAND-NEW DAY) | THANK YOU SO MUCH                                                                                 | 完全生産限定盤のスペシャルディスクに収録。『ROCK IN JAPAN FESTIVAL 2024 in HITACHINAKA』での歌唱シーン。 |
| なんば君の事務所                              | 未収録                                                                                            | |

## カバー
ミス・ブランニュー・デイ (MISS BRAND-NEW DAY)
- 1993年：アーロン・クオック『Merry Christmas』に広東語で収録（曲名は『親近多一次』）。
- 1998年：槇原敬之『Listen To The Music』に収録。
- 2003年：小柳ゆき『KOYANAGI the COVERS PRODUCT 2』に収録。